# Sirmia

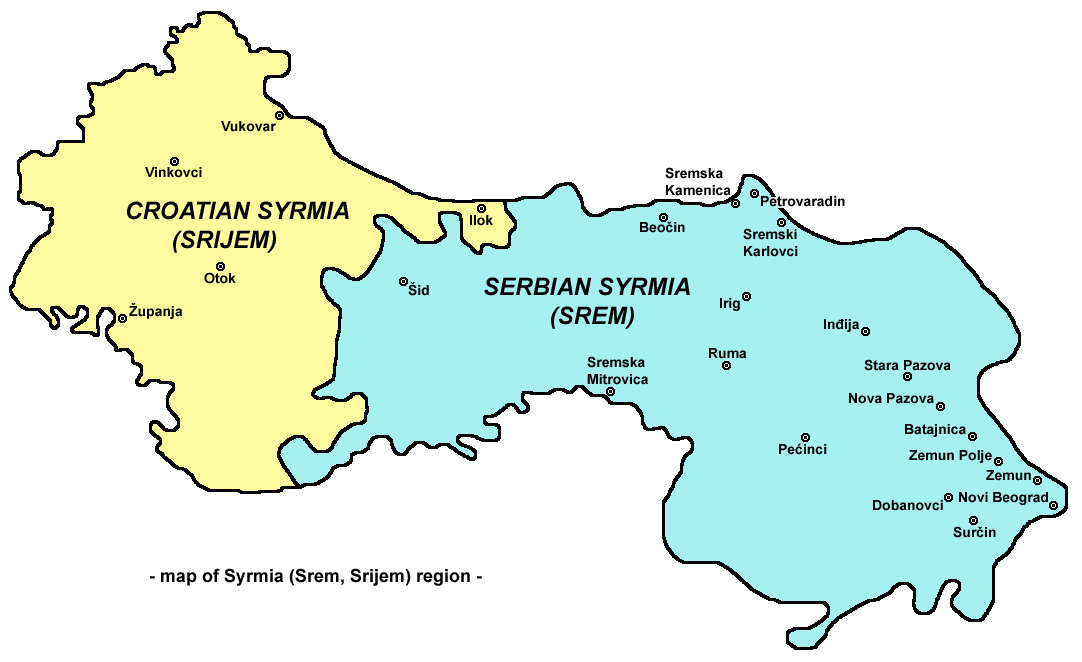
Harta regiunii

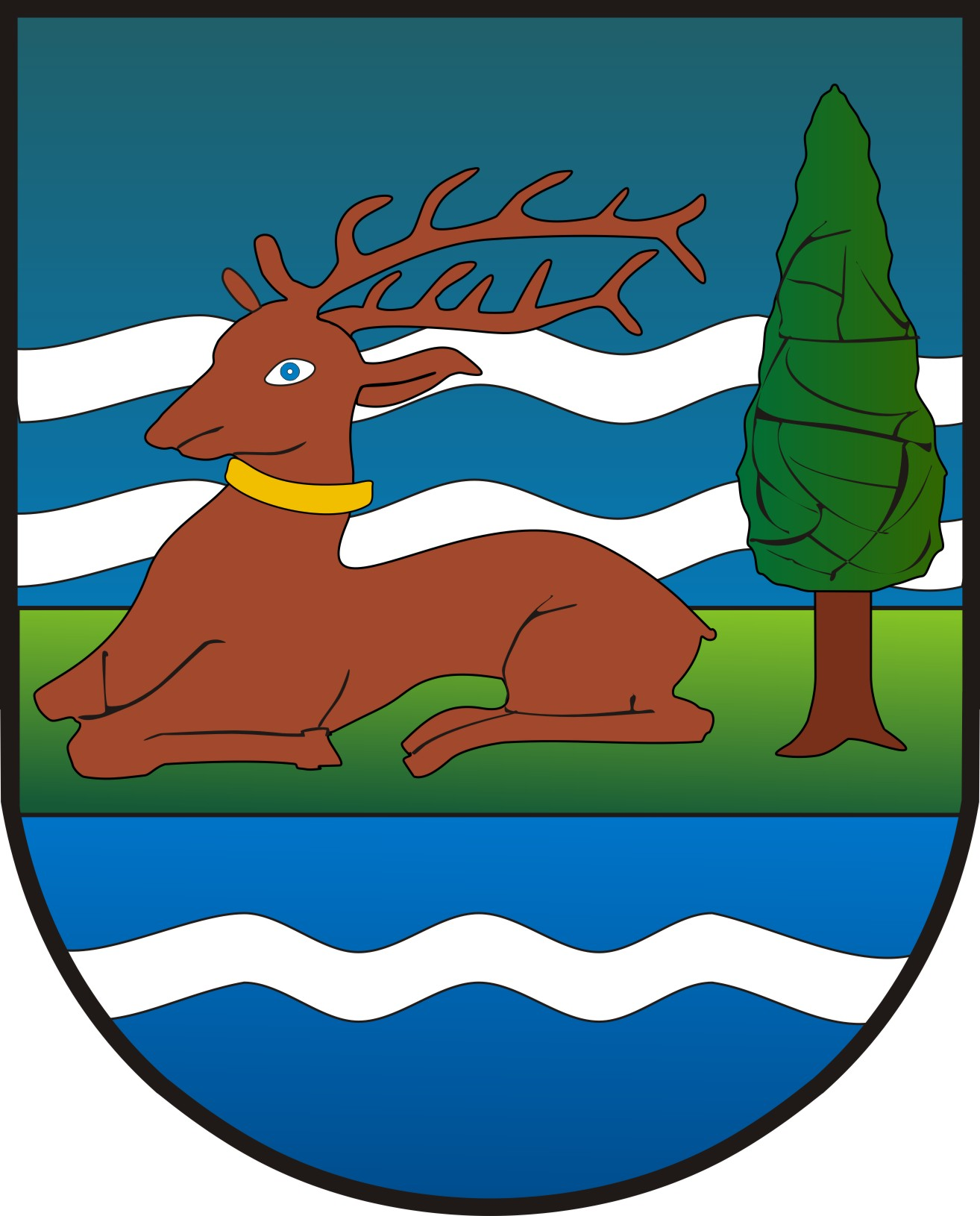
Stema Sirmiei

Sirmia (în sârbă Срем, cu alfabet latin: Srem, în croată Srijem⁠, în maghiară Szerémség⁠, în germană Syrmien⁠) este o regiune istorică a Câmpiei Panonice din Europa centrală, situată între Dunăre și Sava. Regiunea este împărțită între Serbia la est și Croația la vest. Cea mai mare parte a regiunii se află în județele Srem și Bačka de Sud ale provinciei autonome Voivodina. O mică parte a regiunii Sirmia, aflată în jurul localităților Novi Beograd, Zemun și Surčin, aparține orașului Belgrad. Partea vestică a regiunii se află în estul Croației, în cantonul Vukovar-Srijem.